# Greatest Hits (Elton John)
Greatest Hits is de elfde officiële albumuitgave van de Engelse muzikant Elton John, en tevens de eerste compilatie. Uitgebracht op 8 november 1974, beslaat het de periode 1970-1974 en bevat het tien singles van John, met één trackvariatie voor releases in Noord-Amerika, Europa en Australië. Het stond bovenaan de albumhitlijst in zowel de Verenigde Staten als het Verenigd Koninkrijk en bleef tien weken achtereen op nummer één staan in de Billboard 200 en elf weken in de UK Albums Chart. In Canada stond het dertien weken op nummer één tussen 14 december 1974 en 22 maart 1975, en miste het alleen 28 december 1974, toen het op nummer twee stond na Jim Croce's Photographs & Memories.
Het was het bestverkochte album van 1975 in de Verenigde Staten en is Johns op één na bestverkochte album ooit. Het is zijn eerste album dat een RIAA-diamond-certificering ontving voor een Amerikaanse verkoop van meer dan 10 miljoen exemplaren. Vanaf april 2016 is het album gecertificeerd voor 17 miljoen exemplaren in de VS. Het blijft John's best verkochte album in de VS en een van de best verkochte albums aller tijden, met 24 miljoen verkochte exemplaren wereldwijd. Hoewel alle nummers beschikbaar zijn als downloads, is het album anno 2025 niet meer verkrijgbaar, nadat het in de loop der jaren is vervangen door vier andere greatest hits-releases: The Very Best of Elton John in 1990, Greatest Hits 1970–2002 in 2002, Rocket Man: The Definitive Hits in 2007 en Diamonds in 2017.

## Tracklijst
Alle nummers werden geschreven door Elton John en Bernie Taupin.

### A-kant
| Nr. | Titel                                 | Oorspronkelijk album                            | Duur |
| --- | ------------------------------------- | ----------------------------------------------- | ---- |
| 1.  | Your Song                             | Elton John (1970)                               | 4:00 |
| 2.  | Daniel                                | Don't Shoot Me I'm Only the Piano Player (1973) | 3:53 |
| 3.  | Honky Cat                             | Honky Château (1972)                            | 5:12 |
| 4.  | Goodbye Yellow Brick Road             | Goodbye Yellow Brick Road (1973)                | 3:14 |
| 5.  | Saturday Night's Alright for Fighting | Goodbye Yellow Brick Road                       | 4:55 |

### B-kant
| Nr. | Titel                                                   | Oorspronkelijk album                     | Duur |
| --- | ------------------------------------------------------- | ---------------------------------------- | ---- |
| 1.  | Rocket Man (I Think It's Going to Be a Long, Long Time) | Honky Château                            | 4:40 |
| 2.  | Bennie and the Jets                                     | Goodbye Yellow Brick Road                | 5:10 |
| 3.  | Don't Let the Sun Go Down on Me                         | Caribou (1974)                           | 5:33 |
| 4.  | Border Song                                             | Elton John                               | 3:19 |
| 5.  | Crocodile Rock                                          | Don't Shoot Me I'm Only the Piano Player | 3:56 |